# Durham Wildcats
El Durham Wildcats es un club de baloncesto profesional británico con sede en el condado de Durham, que compite en la BBL, la máxima competición del baloncesto en el Reino Unido. El entrenador del equipo es Lee Davie y el propietario Quentin Sloper. Los colores del equipo son el blanco, el morado y el azul.
Se fundó en 2005 y compitió durante toda su historia en distintas categorías de Inglaterra hasta que a finales de mayo de 2011 se anunció su inclusión en la BBL tras la renuncia del Worthing Thunder a participar en dicha competición.
Disputa sus encuentros como local en el Newton Aycliffe Leisure Centre con capacidad para 1.200 espectadores.

## Plantilla actual
Actualiizado 2 de enero de 2014
| 5  | Bandera del Reino Unido                             | Joel Madourie    | Alero     |
| 7  | Bandera del Reino Unido                             | Mark Elderkin    | Escolta   |
| 8  | Bandera de Noruega                                  | Mattia Bradascio | Pívot     |
| 10 | Bandera del Reino Unido                             | Paul Elderkin    | Escolta   |
| 12 | Bandera de Estados Unidos                           | R.J. Evans       | Base      |
| 21 | Bandera del Reino Unido                             | Odiba Attah      | Escolta   |
| 22 | Bandera de Estados Unidos · Bandera de Italia       | Kirk Crecco      | Alero     |
| 24 | Bandera de Estados Unidos · Bandera del Reino Unido | Dany Huffor      | Ala-Pívot |
| 32 | Bandera de Estados Unidos · Bandera del Reino Unido | Ralph Bucci      | Alero     |
| 33 | Bandera de Estados Unidos                           | Devin Ginty      | Base      |
| 44 | Bandera de Canadá                                   | Mike Allison     | Pívot     |
|    |                                                     |                  |           |

## Clasificaciones temporada a temporada
| Temporada       | Liga   | Pos. | J. | G  | P  | Play Offs    | National Shield | Patrons Cup | National Trophy | National Cup |
| --------------- | ------ | ---- | -- | -- | -- | ------------ | --------------- | ----------- | --------------- | ------------ |
| Durham Wildcats |        |      |    |    |    |              |                 |             |                 |              |
| 2005–2006       | EBL 3N | 6    | 16 | 7  | 9  | No clasificó | 2.ª ronda       | n/a         | n/a             | 2.ª ronda    |
| 2006–2007       | EBL 3N | 4    | 20 | 13 | 7  | Cuartos      | 3.ª ronda       | n/a         | n/a             | 3.ª ronda    |
| 2007–2008       | EBL 3N | 7    | 20 | 11 | 9  | No clasificó | Cuartos         | n/a         | n/a             | 1.ª ronda    |
| 2008–2009       | EBL 3N | 1    | 22 | 18 | 4  | Semifinales  | 3.ª ronda       | n/a         | n/a             | 2.ª ronda    |
| 2009–2010       | EBL 2  | 1    | 20 | 18 | 2  | Campeón      | n/a             | Campeón     | n/a             | Cuartos      |
| 2010–2011       | EBL 1  | 7    | 18 | 7  | 11 | Cuartos      | n/a             | n/a         | 1.ª ronda       | 3.ª ronda    |
| 2011–2012       | BBL    | 11   | 30 | 3  | 27 | n/a          |                 |             | 1.ª ronda       | 1.ª ronda    |
| 2012–2013       | BBL    | 10   | 33 | 10 | 23 | n/a          |                 |             | 1.ª ronda       | 1.ª ronda    |

## Palmarés
- EBL Division 2:
  - Campeones: 2009/10

- EBL Division 3 North:
  - Campeones: 2008/09

- EBL Division 2 Play-offs:
  - Campeones: 2009/10

- Patron's Cup:
  - Campeones: 2009/10